# Субкоманданте Маркос
Субкоманда́нте Інсурхе́нте Ма́ркос (ісп. Subcomandante Insurgente Marcos; буквально «заступник командувача [повстанцями] Маркос», псевдонім; ймовірна дата народження — 19 червня 1957 р. в Тампіко, Тамауліпас, Мексика) — лівий радикальний письменник і філософ, головний ідеолог та пропагандист Сапатиської армії національного визволення, що підняла індіанське повстання в Мексиці (штаті Чіапас) у 1994 році. Маркос — автор більш ніж 200 ессе та 21 книги. Легенда і загальновизнаний символ антиглобалізму. На публіці завжди з’являється в чорній масці — «пасамонтані».

## Біографія
Припускають, що справжнє ім’я субкоманданте — Рафаель Себастьян Ґільєн Вісенте (ісп. Rafael Sebastian Guillen Vicente), проте сам він це заперечує, стверджуючи, що «Маркос народився 1 січня 1994 року» (день початку індіанського повстання). Маркос — справжнє ім’я одного з загиблих друзів субкоманданде. Теперішній Маркос каже, що того, ким він був на початку 80-х, більше не існує, тому його колишнє ім’я не має жодного значення. 
За даними мексиканського уряду, Рафаель Ґільєн відвідував єзуїтську школу в Тампіко, де він ознайомився з теологією визволення. Вищу освіту здобув у Національному автономному університеті Мексики (UNAM, ісп. Universidad Nacional Autónoma de México), після чого отримав звання професора філософії в суміжному університеті UAM (ісп. Universidad Autónoma Metropolitana). Разом з тим, сім’я Ґільєна, не маючи жодних відомостей про його подальшу долю, відмовляється визнавати, що він і Маркос — це одна й та сама особа. Сестра Рафаеля Ґільєна, Мерседес дель Кармен Ґільєн Вісенте, є генеральним прокурором штату Тамауліпас і впливовим членом лівоцентристської Інституційно-революційної партії. Маркос також заперечує будь-який зв’язок з Ґільєнами, однак в ході мирного походу на Мехіко у 2001 році, під час свого виступу в університеті UNAM, він ясно дав зрозуміти, що, як мінімум, бував там раніше.

## Політичні, філософські та художні твори
Маркос є автором більше 200 есеїв й опублікував 21 книжку, в яких задокументовантовано його політичні та філософські погляди. Маркос надає перевагу непрямій манері висловлування, тому його тексти — наче байки. У січні 2003 року в листі до «Еускаді Та Аскатасуна» (ЕТА) під назвою «"Мав я на увазі" всіх революційних аванґардистів на цій планеті», Маркос пише: «Ми вчимо [дітей САНВ], що слів є так само багато, як і кольорів, а настільки багато думок є тому, що саме вони творять світ, де народжуються слова... Ми їх вчимо говорити правду, тобто говорити серцем».
«Історія кольорів» (ісп. La Historia de los Colores) — книжка для дітей і є одним з найпопулярніших творінь Маркоса. Твір базується на міфі мая про створення світу, він вчить поваги й терпимості у стосунку до інших. Англійський переклад книжки мав бути опублікований за сприяння Національного мистецького фонду США, однак у 1999 раптово було прийнято рішення відмовитися від фінансування видання цієї книжки. 
Політичну філософію Маркоса часто називають марксистською, а його есеї-маніфести, що зосереджуються на несправедливому ставленні до людей, — як бізнесу, так і держави — вказують на деяку схожість ідеології сапатистів з Лібертаріанським соціалізмом і/чи анархізмом.
Обтічний, іронічний та романтичний стиль письма Маркоса може бути наслідком його прагнення дещо приглушити негатив від тих гнітючих обставин, про які він пише і проти яких протестує. Його ціль — щоби слово стало зброєю. У 2002 році вийшла збірка його статей, віршів, промов та листів під назвою «Наше слово є нашою зброєю». У 2005 році він — спільно з письменником Пако Іґнасіо Тайбо ІІ — написав детективний роман «Незручний покійник».

### Четверта світова війна
Субкоманданте Маркос написав твір, в якому стверджує, що неолібералізм та глобалізація являють собою «Четверту світову війну». «Третьою світовою війною» Маркос вважає Холодну війну. У «Четвертій світовій війні» Маркос порівнює та протиставляє третю світову війну (холодну війну) з Четвертою світовою війною, яка, за його словами, представляє новий тип війни, в якій ми знаходимося сьогодні: «Якщо Третя світова війна проходила між капіталізмом та соціалізмом (відповідно, між Сполученими Штатами та СРСР) і йшла за різними сценаріями і з різним ступенем інтенсивності, то Четверта світова війна ведеться зараз між великими фінансовими центрами за одним і тим же сценарієм та інтенсивність її велика та постійна». Маркос стверджує, що економічна глобалізація спустошує світ через фінансову політику:
«Наприкінці "холодної війни" капіталізм винайшов новий військовий кошмар — нейтронну бомбу. «Заслуга» цієї зброї в тому, що руйнує вона лише життя, залишаючи недоторканими будови... Але, одночасно з народженням Четвертої світової війни, було винайдено нове військове «чудо»: бомба фінансова. Справа в тому що, на відміну від своєї попередниці в Хіросімі та Нагасакі фінансова бомба не лише руйнує місто (країну, в цьому випадку) і несе смерть, страх та злидні тим, хто там живе, але і перетворює свою мету в частину мозаїки економічної глобалізації».
Маркос пояснює дію фінансових бомб як «знищення матеріальних основ незалежності [нації-держави], якісне знищення, виключення всіх, кого вважатимуть невідповідними для нової економіки (наприклад, корінні народи)». Маркос також вважає, що внаслідок знеособлення неоліберальною глобалізацією неолібералізм та глобалізація призводять до втрати унікальної культури товариств:
«Гідне індіанське минуле країн Американського континенту, блискуча європейська цивілізація, мудра історія азійських народів, могутня та багата старовину Африки та Океанії, всі культури та історії, які створили нинішні країни, схильні сьогодні атаці "американського способу життя". Таким чином, неолібералізм оголошує світу глобальну війну: руйнування країн та національних груп, з тим щоб ототожнити їх з північноамериканської капіталістичною моделлю... Війна найгірша та найжорстокіша. Розв'язана неолібералізмом, що ведеться проти людства повсюдно та всіма засобами».